# 進研ゼミ
進研ゼミ（しんけんゼミ）は、ベネッセコーポレーション（以下「ベネッセ」）が行っている小学生・中学生・高校生向けの添削式の通信教育講座である。
なお本項では、以下についても取り扱うこととする。
- CMソングを務めた歌手
- 福武書店→ベネッセ提供で、進研ゼミのCMを流す番組

なお当ゼミは、「進研」を略称とする進学研究会とは何ら関係はない。

## 概要
かつてベネッセ（当時は福武書店）は1955年より学生向けの通信教育事業を5回も企画したが、いずれも入会者が集まらず失敗していた。ところが1969年に高校生向けに開講した「通信教育セミナ」（現在の「高校講座」）は、進学競争が過熱化し始めた時期と重なり順調に会員数を伸ばし、1972年に中学生向けに「通信教育セミナ・ジュニア」（現在の「中学講座」）を開設した。
この「通信教育セミナ」は「進研ゼミ」として発展し、1980年には「小学講座」を開設するほか、未就学児部門として1988年に「幼児講座」、1994年に「おやこ講座」（2-3歳児向け）と対象を広げ、通信教育業界の売上げ1位となった。
なお未就学児部門はその後「こどもちゃれんじ」として独立し、幼児講座は「ほっぷ・すてっぷ・じゃんぷ」、そしておやこ講座は「ぽけっと」となった。
しかし少子化の影響もあり、2000年には会員数が420万人に激減、またゆとり教育の導入（小中学生の学習内容が3割減）で進研ゼミの存在理由も薄くなり、2003年には会員数も370万人にまで急激に減少。授業の進み具合や進路希望などに合わせて学習教材を細分化するなどしたが、2004年の会員数は400万人程度にとどまり、2014年7月9日に発生した個人情報流出事件が会員数減少に拍車を掛け、2016年4月の時点でゼミ会員数は243万人に減少している。
2010年2月9日より中高生会員を対象とした携帯電話事業ベネッセモバイルFREOを開始したが、加入者数は延びず、わずか1年でサービス終了に追い込まれた。
2015年2月17日よりプリペイドカードタイプのオンライン教材である『BenePa（ベネパ）』を開始し、コンビニチェーンであるローソン限定で専用プリペイドカードを発売した。
※会員数は「進研ゼミ」と「こどもちゃれんじ」（進研ゼミ時代を含む）の合算。

## 講座の種類
- 高校講座 - 1969年に「通信教育セミナ」として開講。
- 中学講座 - 1972年に「通信教育セミナ・ジュニア」として開講。
- 小学講座 - 1980年に同講座として開講。

### 過去に開講していた講座
いずれも現在は「こどもちゃれんじ」として独立。
- 幼児講座 - 1988年に開講。3～6歳児向け。独立後は以下のように細分化された。
  - こどもちゃれんじ ほっぷ（3-4歳児向け）
  - こどもちゃれんじ すてっぷ（4-5歳児向け）
  - こどもちゃれんじ じゃんぷ（5-6歳児向け）
- おやこ講座 - 1994年に開講。2-3歳児向け。独立後は「こどもちゃれんじ ぽけっと」。

またこれらのほか、大学生および社会人向けの講座として「キャリアUPゼミ（キャリアアップゼミ）」や「ニューライフゼミ」も開講されていた。

## 特徴
郵便・宅配便を利用した通信教育システムである。毎月、自宅宛に教材が郵送されてくるので、その問題を解き、付属している返信用封筒に入れて返送する教材もある。
返送された解答用紙を「赤ペン先生」という同社の添削指導員が採点、間違いに対するアドバイスを赤色のペンで記入して、受講生に返送する。また「到達度確認テスト」という名称などの教材を解いて送ると、受講生にあった勉強の仕方のアドバイスや進学校を教えてくれるものもある。

## 主な教材

### チャレンジ（オリジナル スタイル）
小学講座・中学講座のテキスト、および高校講座の授業対策用テキストの名称。なお、正式タイトルは学年を冠した表記となっていたが（例：『小三チャレンジ』）、近年では紙のテキストは「オリジナル スタイル」という表記に変更されている。
なお、対象によって表記が以下のように異なる。
- 小学講座
  - 『チャレンジ』（片仮名表記）
- 中学講座および高校講座
  - 『Challenge』 （英語表記）

ちなみにこの「チャレンジ」という名称は、同じベネッセが出版する辞書（例：『チャレンジ小学国語辞典』、『Challenge中学英和辞典』）のほか、同社提供のラジオ番組のタイトルにも使用されている。
また、かつての幼児・おやこ講座のテキストは『こどもちゃれんじ』といい、のちに進研ゼミから独立した現講座の名称となる。

### エンカレッジ
高校講座の大学入試対策用テキストの名称。「～の中に入れる」の意味の接頭語「en」に「大学：college」をつなげたベネッセによる造語で、「勇気づける：encourage」とかけているとのこと。

### ハイブリッド スタイル
「オリジナル スタイル」のテキストに加え、iPadまたは専用のタブレット端末を用いた中学講座の学習方式。なお、受講にはインターネット環境が必要であるため、各家庭がインターネット環境を用意しておく必要がある。
かつては高校講座でも専用のタブレット端末「Challenge Tablet NEXT」を用いた学習方式が存在したが、近年の高校生のスマートフォンの普及に考慮し、スマートフォンを用いた学習方式に移行した。

### チャレンジタッチ
紙のテキスト「チャレンジ」の代わりに専用のタブレット端末を使って学習する小学講座の学習方式。受講にはハイブリッド スタイル同様にインターネット環境が必要である。2014年にAndroidバージョン4.2.2が初代タブレットでデビューした。2017年にバージョンが5.1にアップして、タブレットが一新された。

### その他
テキストのほか、ビデオ（DVD）やCD教材などがある。

## 赤ペン先生（添削指導員）
会員から郵送されてきた添削問題に対し、赤ペン（厳密には赤マジックペン）による直接手書きで指導する。ただし、中学講座における「インターネット返却」ではパソコンで添削を行なっている。学年専任で、かつ小学講座では一年を通じた担任制となっている。(副担任もいる。)
ちなみに一部の月は赤ペン先生の添削問題ではなく、実力診断マークテストなどのマークテストになる。
報酬は、添削した答案枚数に応じた出来高制。教員免許など特別な資格は必要ないが、「4年制大学卒程度で応募時の年齢が45歳くらいまで」となっている。この条件を踏まえてか、「結婚退職した元学校教員の専業主婦が、願わくば教育関係の仕事に、それもパートないしは内職程度の作業負荷でカムバックしたい」というパターンの応募人気が、事業開始当初より高かったようである。採用選考は書類審査と筆記試験、そして面接で行なわれる。また選考合格後も、事例などを扱いながら具体的に学ぶ研修が課される。
添削指導が主に自宅で行なえる手軽さもあり、採用選考の競争倍率は高い。
ちなみに「赤ペン先生」は、ベネッセの登録商標である。

## 努力賞制度
課題を提出するともらえるポイント（小学講座はシールの枚数）に応じて賞品をもらえるシステム。かつては「提出シールプレゼント制度」と呼ばれ、課題の得点によって1993年度まで金・銀・青のシールとなっていたが、現在は小学講座と中学講座と高校講座はシールではなくポイント制になっている。かつての小学講座は色分けがされていない金のみの「がんばりシール」となっていた。
学年や教科、提出課題の種別によって、もらえるポイントや賞品の内容が異なる。また、特別キャンペーン等の実施期間中は、条件を満たせばもらえるポイントが増える（2倍など）こともある。
また、景品は一部が毎年入れ替わるという形になっている。景品には交換期限がある。
また、前に書かれている通り、今はすべての教材でポイント制度となっているが、もらったシールとポイントが交換できるようになっている。

## ダイレクトメール
ベネッセはダイレクトメールのために年間255億円（日本企業では最高額）を費やすが、この大半が進研ゼミの入会案内・勧誘である。
同じ学年でも、男子用・女子用で別々に、また47都道府県別の受験情報など、何十種類もの内容のダイレクトメールを用意。このダイレクトメール戦略が「5人に1人が進研ゼミ受講生」というほどの驚異的な会員数の増大につながっている。
その反面、資料請求申請をしていないにも拘らず高頻度でダイレクトメールを送り付ける戦略には、プライバシーや個人情報保護などの観点より、激しく批判する保護者や生徒も少なくない。時にはすでに亡くなった子供のところにまで送られてくる例もある。また、ダイレクトメールの送付を停止することもできるが、それは一時的なものでしばらく経つとまたダイレクトメール送付になってしまう事がある。なお、かつてはダイレクトメール送付のために住民基本台帳から個人情報を閲覧していたが、2005年10月をもって閲覧を中止した。しかし住民基本台帳の閲覧を中止したのみで、すでに得た個人情報に依存し、その個人情報も2014年7月に流出するという事態に達したことから激しい批判を受けている。

### 宣伝用漫画
ダイレクトメールの特徴としては、開封率を高めるために、進研ゼミの素晴らしさがテーマのプロパガンダマンガを同封していることである。この手法を教育系事業のダイレクトメールに初めて使用したのは進研ゼミである。学習内容と同じく漫画も各学年別に男子向けと女子向けが用意されている。
マンガの内容は、「スランプ中の主人公が進研ゼミを始めたら勉強だけでなく恋もうまくいき、部活でも大活躍」など比較的煽った内容が目立っているほか、ライバルである学習塾に対抗する形で、「進研ゼミは学習塾と違い時間に拘束されない」を謳い文句とした比較広告もあるなど、進研ゼミ特有の特徴が明記されている。また作中ではグラフを利用した比較も多用される。また、宣伝用漫画の主人公は大抵｢一度進研ゼミに入会するものも退会してしまったことでスランプに突入してしまい、成績が悪化した｣という前科を持っている。
ストーリーは社内の広報担当者が担当するが、あくまで漫画を使った広告であるため展開は毎回同パターンである。しかし作画はプロやデビュー前の漫画家に依頼しており、絵柄は作家ごとに異なっている。また、漫画以外のイラストもイラストレーターに依頼している。
漫画は商品ではなく広告であるため公式サイトでは無償公開されているが、近年では登場人物のフィギュア化をメーカーが検討するなど、漫画として人気が出ることもある。

### 宣伝用DVD
進研ゼミから発送されるダイレクトメールには、宣伝用DVDが同封されていることがある。その内容は、宣伝用冊子とほぼ同じ内容となっており、成績悪化に悩む保護者などの不安を煽り入会を勧める煽動的な内容が目立っているほか、既述のような学習塾対抗のための比較広告もある。
子供向けの宣伝用アニメのあとには保護者向けの広告が流され、比較広告や付録などが放送され、広告の最後に進研ゼミへの入会を子供に勧める内容のナレーションが流される。

## その他
高校講座を受講し、かつ大学進学を果たした人に対しては、現在高校講座を受講している後輩に際してのサポート役ともいうべき「ゼミレポーター制度」を設けている。ゼミレポーターには「ゼミレポNETWORK」という会報が配られる。
かつては、ゼミレポーターを卒業した人向けの組織もあり、「進研インター」という会報が配られた。進研インターの内容は一部ゼミレポNETWORKでも紹介された。1995年の4月の中二講座の進級記念として非売品のCD「ココロ天気!カラダ元気！」が配布された。内容は「今夜はブギーバック」などソニーミュージックの所属歌手のヒット曲やアルバム曲で占められ唯一他社の斉藤和義の「歩いて帰ろう」も収録されトークをブレイク前の爆笑問題が務めた。ブックレットに太田光と田中裕二の写真が使われ巻末にプロフィールも記載されている。

### 新米Vティーチャーなるり
中学講座にて実施されているオンライン授業にて不定期に登壇するバーチャルYouTuber「なるり先生」が存在する。2020年6月13日にYouTubeに動画を投稿し、進研ゼミ公式VTuberとしてデビューした。勉強を教えるVtuberであることから「Vティーチャー」を自称している。

## CMソングを担当した歌手・グループ
- 斉藤和義「進めなまけもの」（1997年）
- Gary Adkins/Clyde Williams/Rene Donyale「STAND BY ME」（2002年 - 2003年）
  - ベン・E・キングのカバー。
- 久石譲「Spring」（2003年 - 2004年）
- ウルフルズ「大丈夫」（2004年 - 2005年）
- TOKIO「明日を目指して!」（2005年 - 2006年）
- NEWS「Change the World」（2007年）
- miwa「ONENESS」（2015年）
- KANA-BOON「ランアンドラン」（2016年）メンバーが出演しているCMもある。
- King & Prince「風に乗れ」（2019年）
- WANIMA「JOY」（2019年）上記とは異なり中学準備講座のCMソングに使われた。
- sumika「センス・オブ・ワンダー」（2020年）
- sumika「アルル」（2021年）
- sumika「センス・オブ・ワンダー」（2021年）

　※チョコレートプラネットとsumika片岡健太(Vo.Gt)による歌唱
- なにわ男子「青春ラプソディ」（2023年）

### 小学講座
- 太田裕美「はじめてのラブレター」（1993年）
- 安達祐実「どーした!安達」（1994年）
- 篠原ともえ「やる気センセーション」（1996年）
- なかまゆうき（声優：高山みなみ）「たいせつな ともだち」（2011年）
  - もともとは、チャレンジ1年生販促用DVDのエンディングテーマ曲。

### 中学・高校講座
- V6「Be Yourself!」（1998年）
- YO-KING「若者たち」（2004年、「若者たち」編）
  - ブロード・サイド・フォーのカバー。

#### 中学講座
- 爆風スランプ
  - 「涙2（青春ヴァージョン）」（1992年）
    - オリジナルの「涙2（LOVEヴァージョン）」とは歌詞内容が異なる。
    - 当講座会員向けに特典8cmCDとして配布された（非売品）。

  - 「友情≧愛」（1992年）
- 嘉門達夫
  - 「GO!GO!スクールメイツ」（1993年）
  - 「君がいた季節」（1994年）
- リンドバーグ
  - 「胸さわぎのAfter School」（1993年）
  - 「GAMBAらなくちゃね」（1994年）
- 筋肉少女帯「蜘蛛の糸」（1994年）
- すかんち「レターマン」（1995年）
- B'z「MOVE」（1996年）
- TOKIO「ボクの未来」（2001年）
- キマグレン「IT'SMY勇気」（2010年 - 2011年）
- SHISHAMO「BYE BYE」（2017年）

#### 高校講座
- 絢香「夢を味方に」（2009年）
- YUI「GLORIA」（2010年）
- Galileo Galilei「僕から君へ」（2010年 - 2011年）
- ASIAN KUNG-FU GENERATION「マーチングバンド」（2011年 - 2012年）
- コブクロ「風見鶏」（2007年、「大学合格発表CM」）
- 瀧川ありさ「ONE FOR YOU」（2017年、進級応援ソング）
- miwa ｢絶対あの場所に｣ （2017年､ 春､夏 「部活と勉強両立編CM」 アニメ『ハイキュー!!』とのコラボ）

### その他
これらのほか、同じベネッセ（当時福武書店）が出版していた『プロシード英和・和英辞典』のCMソングとして、ハウンド・ドッグの「15の好奇心」が使われていた。

## 主なスポンサー番組
福武書店→ベネッセ提供で、進研ゼミのCMを流す番組は以下のとおり（過去を含む）。

### テレビ番組
以前の提供クレジットは「進研ゼミ」または「進研ゼミ○○講座」であったが、2014年7月に発覚した個人情報流出事件により、一時提供を自粛していた（自粛期間中は提供枠はACジャパンのCMに差し替えられていた）。2014年11月に提供再開後、クレジットは「Benesse」となっている。
日本テレビ
- 全国高等学校クイズ選手権（高校生クイズ） - 第25回（2005年）および第26回（2006年）準筆頭スポンサー

TBSテレビ系
- バリキン7 賢者の戦略（1996年10月17日 - 1997年9月11日）
- まんが日本昔ばなし（毎日放送制作）
- ご存知!平成一番人気（毎日放送制作）

テレビ朝日系
- 美少女戦士セーラームーン（初期ごろのみ）
- 木梨憲武のサッカーだ!（1993年4月 - 1994年3月頃） - とんねるずの木梨憲武が司会を務めた。
- ミュージックステーション
- ペットの王国 ワンだランド（朝日放送制作）

テレビ東京系
下記2番組は一社提供。
- しましまとらのしまじろう（テレビせとうち制作、1993年12月13日 - 2008年3月31日）
  - 幼児・おやこ講座のキャラクターが登場。ちなみに既述のとおり、同講座はのちに「こどもちゃれんじ」として独立。
  - 『しまじろうのわお!』（ベネッセ筆頭の複数社提供番組）の前身番組。
- くらもとみつるとぽんごん（2002年） - 倉本美津留がパーソナリティを務めた。

フジテレビ系
- キャプテン翼J（1995年7月のみ）
- ちびまる子ちゃん - ベネッセ提供は2013年10月より。

### ラジオ番組
TBSラジオ
- チャレンジ号の冒険 - ラジオドラマ。三田寛子が声優として参加した。
- 太田裕美のチャレンジ親子
- 小学生チャレンジ放送局

文化放送
- チャレンジ名作ライブラリー
  - 武田鉄矢のチャレンジ名作ライブラリー
  - 松本伊代のチャレンジ名作ライブラリー
  - 富田靖子のチャレンジ名作ライブラリー
- 真里子とひかるのチャレンジ学園シリーズ - 吉田真里子と西田ひかるがパーソナリティを務めた。
  - 真里子とひかるのチャレンジ学園夢計画
  - 真里子とひかるのチャレンジ学園放送局
  - 真里子とひかるのチャレンジ学園まりかるクラブ
- プリンセスプリンセスのチャレンジロード
- ピンクサファイアのチャレンジポップランド

ニッポン放送
- ドリアン助川の正義のラジオ!ジャンベルジャン!（1995年10月14日 - 2000年3月18日）
  - ベネッセの提供はキー局のニッポン放送のみ。その際は『進研ゼミ青春チャレンジタイム』の冠が入っていた。
- 福山雅治のオールナイトニッポンサタデースペシャル・魂のラジオ（2000年3月25日 - ）
  - ベネッセの提供は2002年9月まで。ニッポン放送では『進研ゼミチャレンジトークタイム』の冠が入っていた。
- 進研ゼミ高校講座Presents 目からウロコ!24（2004年10月1日 - 2005年7月1日）
  - 前身番組は『目からウロコ!21』（2003年9月29日 - 2004年3月25日）。当時は河合塾と早慶外語ゼミがスポンサーだった。

JFN
- 爆裂スーパーファンタジー （1992年10月 - 1998年6月）
  - 嘉門達夫がパーソナリティを務めた。既述の通り、嘉門はゼミのCMソングを唄った。
  - 福武書店 → ベネッセの提供は東京、名古屋、大阪の各地域限定で、いずれも1996年3月まで。当時はタイトルコール時に「進研ゼミ プレゼンツ!」の冠が入っていた。